# WXw Unified World Wrestling Championship
Il wXw Unified World Wrestling Championship è il principale titolo della Westside Xtreme Wrestling, la federazione più importante tedesca di wrestling.

## Albo d'oro
| #  | Wrestler              | Regno | Data             | Luogo       | Note |
| -- | --------------------- | ----- | ---------------- | ----------- | --- |
| 1  | Mad Cow               | 1     | 1º luglio 2001   | Essen       | Sconfiggendo Chris The Bambikiller nella finale di un torneo. |
| 2  | Eric Schwarz          | 1     | 26 agosto 2001   | Santa Ana   | |
| -  | Vacante               |       | 15 dicembre 2001 | -           | |
| 3  | Thomas Blade          | 1     | 15 dicembre 2001 | Dresda      | |
| 4  | Chris The Bambikiller | 1     | 3 febbraio 2002  | Norimberga  | |
| -  | Vacante               | -     | 12 luglio 2002   | -           | |
| 5  | Martin Nolte          | 1     | 17 agosto 2002   | Essen       | In una Battle Royal |
| 6  | Chris Hero            | 1     | 1º marzo 2003    | Essen       | |
| 7  | Alex Shelley          | 1     | 8 novembre 2003  | Salem       | |
| 8  | Jimmy Jacobs          | 1     | 19 dicembre 2003 | Lafayette   | In un Best of Seven Series. |
| 9  | Alex Shelley          | 2     | 19 dicembre 2003 | Lafayette   | Riconquista immediatamente il titolo in un Texas Death match. |
| 10 | Jimmy Jacobs          | 2     | 19 dicembre 2003 | Lafayette   | Riconquista immediatamente il titolo in un Submission match. |
| 11 | Double C              | 1     | 27 dicembre 2003 | Essen       | |
| 12 | Ian Rotten            | 1     | 12 giugno 2004   | Essen       | |
| 13 | Double C              | 2     | 19 giugno 2004   | Vienna      | |
| 14 | Robbie Brookside      | 1     | 11 dicembre 2004 | Essen       | |
| 15 | Ares                  | 1     | 2 ottobre 2005   | Essen       | |
| 16 | Mike Quackenbush      | 1     | 18 marzo 2006    | Essen       | |
| 17 | Ares                  | 1     | 31 marzo 2006    | Essen       | |
| 18 | Alex Pain             | 1     | 27 novembre 2007 | Oberhausen  | |
| 19 | Steve Douglas         | 1     | 8 marzo 2008     | Essen       | In un Relaxed Rules Match. |
| -  | Vacante               | -     | 9 novembre 2008  | -           | |
| 20 | Bad Bones             | 1     | 13 dicembre 2008 | Oberhausen  | Sconfiggendo Double C nella finale di un torneo per il titolo vacante. |
| 21 | Bryan Danielson       | 1     | 7 marzo 2009     | Oberhausen  | |
| 22 | Absolute Andy         | 1     | 2 maggio 2009    | Oberhausen  | |
| 23 | Steve Douglas         | 2     | 12 dicembre 2009 | Oberhausen  | |
| 24 | Zack Sabre Jr.        | 1     | 5 giugno 2010    | Oberhausen  | Titolo unificato con il wXw Light Heavyweight Championship. Zack Sabre Jr., detentore del Light Heavyweight Title, sconfigge Steve Douglas, detentore dell'Heavyweight Title. |
| 25 | Walter                | 1     | 2 ottobre 2010   | Oberhausen  | |
| 26 | Daisuke Sekimoto      | 1     | 15 gennaio 2011  | Oberhausen  | |
| 27 | Walter                | 2     | 2 maggio 2011    | Tokyo       | |
| 28 | El Generico           | 1     | 19 maggio 2012   | Oberhausen  | |
| 29 | Axel Tischer          | 1     | 12 agosto 2012   | Oberhausen  | Sconfiggendo El Generico, Bad Bones e Karsten Beck in un Fatal 4-Way Match.                                                                                                   |
| 30 | Tommy End             | 1     | 1 giugno 2013    | Oberhausen  | |
| 31 | Walter                | 3     | 27 luglio 2014   | Oberhausen  | |
| 32 | Karsten Beck          | 1     | 17 gennaio 2015  | Oberhausen  | |
| 33 | John Klinger          | 2     | 28 agosto 2015   | Amburgo     | |
| 34 | Karsten Beck          | 2     | 29 agosto 2015   | Oberhausen  | |
| 35 | Jurn Simmons          | 1     | 12 marzo 2016    | Oberhausen  | |
| 36 | Marty Scurll          | 1     | 10 dicembre 2016 | Oberhausen  | |
| 37 | Axel Dieter Jr.       | 1     | 10 dicembre 2016 | Oberhausen  | |
| 38 | Jurn Simmons          | 2     | 11 marzo 2017    | Oberhausen  | |
| 39 | John Klinger          | 3     | 5 agosto 2017    | Oberhausen  | |
| 40 | Il'ja Dragunov        | 1     | 10 marzo 2018    | Oberhausen  | |
| 41 | Absolute Andy         | 2     | 4 agosto 2018    | Oberhausen  | |
| 42 | Bobby Gunns           | 1     | 9 marzo 2019     | Oberhausen  | Match a quattro con anche David Starr e Ilja Dragunov |
| 43 | Timothy Thatcher      | 1     | 5 ottobre 2019   | Oberhausen  | |
| 44 | Bobby Gunns           | 2     | 14 dicembre 2019 | Oberhausen  | |
| 45 | Marius Al-Ani         | 1     | 9 aprile 2021    | Oberhausen  | |
| 46 | Axel Tischer          | 2     | 23 ottobre 2021  | Dresda      | |
| 47 | Tristan Archer        | 1     | 5 marzo 2022     | Oberhausen  | Match a quattro con anche Jurn Simmons e Levaniel |
| 48 | Jurn Simmons          | 3     | 2 aprile 2022    | Francoforte | Match a tre con anche Axel Tischer |
| 49 | Tristan Archer        | 2     | 30 aprile 2022   | Weyhe       | |
| 50 | Levaniel              | 1     | 17 dicembre 2022 | Weyhe       | |
| -  | Vacante               | -     | 11 febbraio 2023 | -           | |
| 51 | Shigehiro Irie        | 1     | 12 marzo 2023    | Oberhausen  | Sconfigge Axel Tischer per il titolo vacante |
| 52 | Robert Dreissker      | 1     | 17 giugno 2023   | Oberhausen  | Il 23 dicembre sconfigge Masha Slamovich unificando il titolo massimo maschile con quello femminile.                                                                          |
| 53 | Laurence Roman        | 1     | 1 giugno 2024    | Oberhausen  | |
| 54 | Peter Tihanyi         | 1     | 5 ottobre 2024   | Oberahusen  | Sconfigge Laurence Roman e Robert Dreissker in un Three Way Match. |